# Welkom bij de Kamara's
Welkom bij de Kamara's was een Nederlands televisieprogramma dat werd uitgezonden door SBS6. In het programma reizen een groep, bestaande uit acht bekende Nederlanders, af naar Afrika om naar hun beleving twee weken door te brengen bij een Afrikaanse stam genaamd de Kamara's. De groep verwacht dat ze net als in het televisieprogramma Groeten uit de Rimboe ze kennis gaan maken met het leven en de gewoontes van deze stam. Wat de groep echter niet weet is dat de Afrikaanse stam waar ze verblijven een groep lokale inwoners zijn uit de moderne stad en onder hen begeven zich zes Nederlandse acteurs die de bekende Nederlanders in de maling nemen en hen allerlei vreemde dingen laten doen.

## Bekende Nederlanders
De bekende Nederlanders die naar de inheemse stam gingen waren:
- Christina Curry
- Sylvia Geersen
- Janice - zat in het complot en veroorzaakte mede de ongemakkelijke situaties
- Dick Jol
- Mariska van Kolck
- Irene van de Laar - kwam later aan
- Dave Roelvink
- Johannes Rypma - kwam later aan
- Semmy Schilt

## Stamleden
De acteurs die stamlid speelden zijn:
- Dennis Rudge - stamhoofd
- Jennifer St. Jago - vrouw van het stamhoofd
- Rachella Kingswijk - dochter van het stamhoofd
- Rogier Komproe - zoon van het stamhoofd
- Maikel van Hetten - medicijnman
- Michiel Blankwaardt - de sterkste krijger

Samen met mensen van een daar in Namibië in de buurt levende stam vormden zij de Kamara's.